# Olga Bezsmertna

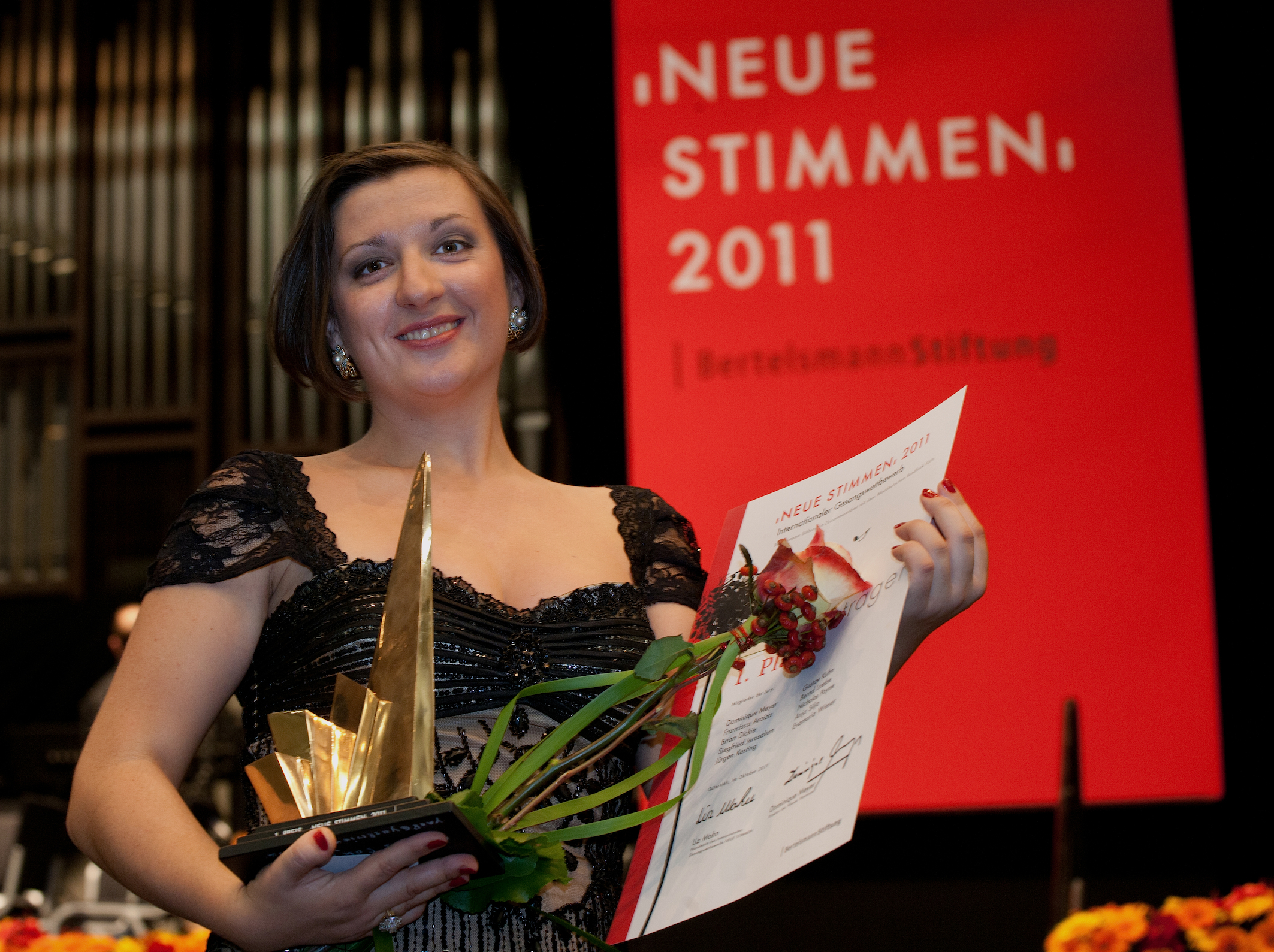
Olga Bezsmertna (2011)

Olga Bezsmertna (ukrainisch Ольга Безсмертна Olha Bessmertna; geboren 1983 in Bohuslaw, Ukrainische SSR) ist eine ukrainische Opernsängerin der Stimmlage Sopran. Sie zählte von 2012 bis 2020 zum Ensemble der Wiener Staatsoper.

## Leben
Bezsmertna absolvierte ihr Gesangsstudium an der Nationalen Musikakademie der Ukraine Peter Tschaikowski in Kiew und schloss es 2010 ab. Bereits 2007 war sie beim Oper Oder-Spree Festival engagiert. Zwischen 2006 und 2011 errang sie eine Reihe von Erfolgen bei internationalen Gesangswettbewerben. Bei jenem der Neuen Stimmen 2011 hieß der Juryvorsitzende Dominique Meyer, seines Zeichens Direktor der Wiener Staatsoper. Sie setzte sich gegen 1.400 Teilnehmern aus 68 Ländern durch und gewann den Ersten Preis, er engagierte sie im Folgejahr an die Wiener Staatsoper, dessen Ensemble sie nach wie vor angehört.
Dazwischen, im Sommer 2011, war Bezsmertna Teilnehmerin des Young Singers Projects der Salzburger Festspiele. An der Wiener Staatsoper debütierte sie am 19. März 2012 als Lora in Wagners Die Feen, eine Rolle, die sie freilich nur ein einziges Mal sang. Zehn Tage später folgte ihr spektakuläres Rollendebüt als Die Dame in Hindemiths Cardillac und seither ist sie im Haus am Ring fest etabliert. Sie sang und singt an der Staatsoper Mozart (Pamina und Erste Dame in der Zauberflöte, Donna Elvira im Don Giovanni sowie die Figaro-Gräfin), Strauss (Echo in Ariadne auf Naxos, eine der fünf Mägde in Elektra und die Vier letzten Lieder in einer Ballettproduktion), aber auch Verdi (die Priesterin in Aida und die Anna in Nabucco) und Wagner (Freia, Gerhilde und Dritte Norn, sowie 2. Blumenmädchen). Zunehmend übernahm die Sängerin auch Hauptrollen, wie 2014 die Rusalka oder 2015 die Rachel in La juive. Beim Wiener Opernball 2015 sang die Bezsmertna höchst erfolgreich die Arie Dove sono aus Le nozze di Figaro.
Im Sommer 2015 debütierte die Sängerin als Marzelline in Beethovens Fidelio bei den Salzburger Festspielen – es inszeniert Claus Guth, es dirigierte Franz Welser-Möst – und im Herbst 2015 als Figaro-Gräfin an der Deutschen Oper Berlin. Im März 2016 zählte sie – als Irina – zur Premierenbesetzung von Péter Eötvös’ Tri Sestri, es dirigierte der Komponist. Im Juni 2022 sang sie im Rahmen des Singfests Nova Civitas in Wiener Neustadt. Im Vorfeld zu diesem Liedfestival beklagte sich Bezsmertna in einem Interview über die geringe Anteilnahme ihrer russischen Kollegen in Bezug auf den Angriffskrieg Russlands in der Ukraine.

## Auszeichnung
- 2006: Auszeichnung beim Internationalen Rimski-Korsakow-Gesangswettbewerb in St. Petersburg
- 2008: Erster Preis, Publikums- und Puccini-Preis beim Europäischen Operngesangswettbewerb DEBUT
- 2010 und 2011: Finalistin beim Internationalen Hans-Gabor-Belvedere-Gesangswettbewerb
- 2011: Erster Preis beim Internationalen Gesangswettbewerb Neue Stimmen